# Pseudhelicoptera nasuta
Pseudhelicoptera nasuta är en insektsart som beskrevs av Fowler 1904. Pseudhelicoptera nasuta ingår i släktet Pseudhelicoptera och familjen vedstritar.
Artens utbredningsområde är Panama. Inga underarter finns listade i Catalogue of Life.